# Elysius subterra
Elysius subterra là một loài bướm đêm thuộc phân họ Arctiinae, họ Erebidae.